# 다마가와정 (오사카부)
다마가와정(일본어: 玉川町)은 일본 오사카부 나카카와치군에 설치되었던 정이다. 현재의 히가시오사카시에 해당한다.

## 역사
- 1889년 4월 1일 - 정촌제 시행에 의해 와카에군 다마가와촌이 성립하였다.
- 1896년 4월 1일 - 군 통합에 의해 나카카와치군이 성립하였다
- 1943년 10월 1일 - 정으로 승격되었다.
- 1955년 1월 15일 - 다테쓰정, 아카타촌, 와카에촌, 미노고촌과 합병해 가와라시가 되어 나카가와치군을 탈퇴하였다. 구 정내(현재의 이나바 1정목)에 시청이 설치되었다. 히가시오사카시가 된 후에도 청사는 시청 본관으로 이어져 사용되었다.

## 교통

### 철도
- 긴키 닛폰 철도
  - 긴테쓰 나라선

### 도로
- 국도 제308호선

## 참고문헌
- 角川日本地名大辞典 27 大阪府